# Fairey Barracuda
Фейрі Баракуда (англ. Fairey Barracuda) — британський палубний одномоторний торпедоносець/пікіруючий бомбардувальник, що перебував на озброєнні Повітряних сил ВМФ Британії за часів Другої світової війни. Літак був розроблений компанією Fairey Aviation Company на заміну застарілих Fairey Swordfish і Fairey Albacore та брав активну участь у світовій війні з 1943 до 1945 роки.

## Історія створення
Fairey Barracuda розроблявся у відповідності до вимог замовлення міністерства Повітряних сил Великої Британії S.24/37, виданого у 1937 році, на розробку торпедоносця-бомбардувальника для Королівських Повітряних сил і авіації Королівського флоту. За результатами попередніх випробувань до конкурсу на подальшу розробку допустили проектні прототипи авіаційних компаній Fairey Aviation Company та Supermarine (прототип Supermarine Type 322). До подальших змагань кожна британська фірма випустила по два екземпляри літаків-монопланів. 7 грудня 1940 року перший дослідний зразок «Баракуди» піднявся у повітря. Перший дослідний прототип компанії Supermarine злетів у небо тільки в лютому 1943 року, тому про його подальші перспективи мова вже не йшла.
Прототип мав стандартний хвіст в якому горозинтальна поверхня була на рівні з фюзеляжем, але відємних кутах закрилок за крилами створювалась турболентність яка погіршувала контроль і викликала руйнівну вібрацію на високих швидкостях. Тому хвіст було перероблено і горизонтальні поверхні винесено на кінець кіля. Великі закрилки в положенні вниз збільшували підйомну силу, яка була необхідна при зльоті з палуби, в положенні вверх робили вихід з піке значно легшим, а в горизонтальному польоті вони просто збільшували підйомну силу. 18-19 травня наступного року прототип випробовувався на авіаносці «Вікторіос». Другий прототип з новим хвостом піднявся в повітря 29 червня 1941, але випробування і вдосконалення тривали ще до лютого 1942 року.
Перша серійна «Барракуда» Mk I — Р9642 (F.4570) — була випущена в Стокпорті. На етапі проектування та будівництва літака на «Барракуді» планувалось використовувати X-подібний двигун Rolls-Royce Exe X, але від виробництва цієї силової установки відмовилися, що призвело до затримки випробування прототипу. Зрештою, прототип був оснащений 12-циліндровим V-подібним двигуном Rolls-Royce Merlin 30 потужністю 1 260 к.с. (940 кВт) і трилопатевим гвинтом Havilland. Однак, пізніше дійшли висновку, що на літаку потрібно ставити потужніший авіаційний двигун Rolls-Royce Merlin 32, через те, що «Барракуді» не вистачало вантажопідйомності для додаткового обладнання, які було додано з моменту початку проектування. 18 травня 1942 року все ще з двигуном «Мерлін» 30, прототип вперше піднявся в повітря; літак вважався ще дослідною серією і був побудований всього в 30 екземплярах, які використовувались тільки для іспитів та тренувань.
Оснащення «Барракуда» Mk I потужнішим Merlin 32 на 1 640 к.с. (1 225 кВт) з чотирилопатевим гвинтом привели до виникнення варіанту Barracuda Mk II. Цей варіант торпедоносця був випущений у кількості 1688 одиниць, з залученням виробничих ліній інших компаній, і широко застосовувався авіацією. Наступна версія літака Barracuda Mk III стала оптимізованою моделлю Mk II для протичовнової оборони. Їх британська авіаційна промисловість випустила в кількості 852 штук.
«Барракуда» Mk.III з'явилася через те, що виробництво протичовнових локаторів ASV Mk.II і Mk.IIN було завершено і розпочато випуск Mk.X сантиметрового діапазону. Однак її обтічник, розміщений під хвостом фюзеляжу, почав впливати на політ літака. На режимі пошуку і спостереження, коли від літака потребувалось йти «по ниточці», щоб точно засікти на локаторі слабкий сигнал від підводного човна, хвіст починало кидати з боку в бік. Цьому сприяв і брак потужності мотора. Серійне виробництво літаків «Барракуда» Mk.III було розпочато в 1944 році практично без попередніх випробувань.
Barracuda Mk IV так і залишилась на стадії проектування і ніколи не випускалась навіть у дослідних зразках. Наступним і останнім варіантом став Barracuda Mk V, з силовою установкою Rolls-Royce Griffon, перший прототип якого піднявся в повітря аж 16 листопада 1944 року. Збільшення потужності і крутильного моменту через потужніший двигун «Грифон» вимагали різних аеродинамічних змін; вертикальний стабілізатор був розширений, і розмах крила був збільшений з використанням спеціальних підрізувань. Було замовлено 140 літаків цієї модифікації, але до кінця війни доставлено тільки 30, після чого замовлення відмінили.

## Служба
10 січня 1943 року перші «Барракуди» надійшли на службу 827-ї ескадрильї морської авіації Королівського флоту, яка діяла у Північній Атлантиці. До кінця року було оснащено 11 ескадрилей, сім з яких розміщувались на авіаносцях. За час бойових дій загалом 24 фронтових ескадрильї були оснащені «Баракудами».
У липні 1943 року 810-та ескадрилья ВМС авіаносця HMS «Іластріас» вперше була застосована у бойових умовах поблизу берегів Норвегії. Згодом «Іластріас» прибув до Середземного моря на посилення ударного угруповання союзників, що готувалось до висадки морського десанту в Салерно.
У наступному році «Барракуди» надійшли на озброєння авіаносних ескадрилей, що билися на Тихоокеанському театрі. Королівські Повітряні сили використовували «Барракуд» Mk II у 1943 року спочатку в 567-й бомбардувальній ескадрильї, що базувалась на авіабазі в Детлінгі. З 1944 року літаки почали надходити на озброєння до 667-ї, 679-ї й 691-ї ескадрилей. У період з березня по липень 1945 року всі літаки були зняті з експлуатації.

### Операція «Тангстен»
Найвідомішою бойовою операцією за участю «Барракуд» стала атака 3 квітня 1944 року німецького лінкора «Тірпіц», який з початку війни разом з іншими флагманами флоту Третього рейху — «Бісмарк», «Адмірал Шеєр», «Адмірал Гіппер», «Лютцов», «Принц Ойген» — буквально тероризував своїми рейдами конвої і бойові групи союзних флотів в Атлантиці і Північному Льодовитому океані. Одного непідтвердженого повідомлення про появу «Тірпіца» в районі проходу каравану PQ-17 виявилося достатньо для прийняття панічного рішення про розпуск конвою, що призвело до найбільшої катастрофи серед арктичних конвоїв. Тому британський флот практично безперервно полював (і досить успішно) за німецькими лінкорами і важкими крейсерами. Широко застосовувати авіацію для боротьби з німецькими «гігантами» надихала епопея знищення лінкора «Бісмарк», якого влученням двох торпед зі стареньких «Свордфішів» позбавили німецького лінійного корабля ходу, після чого британські капітальні кораблі розправилися з гордістю німецьких Крігсмаріне.
28 січня 1942 року по лінкору «Тірпіц» вперше з того часу, як він став на стоянку в норвезькому фіорді, було завдано удару з повітря. Однак, дев'ятка важких бомбардувальників «Галіфакс» та сімка «Стірлінг» скинула на його стоянку в Асен-фіорді 45 тонн бомб без жодного влучення. Після цього союзники ще неодноразово вживали заходів щодо знищення лінкора, однак усе марно.

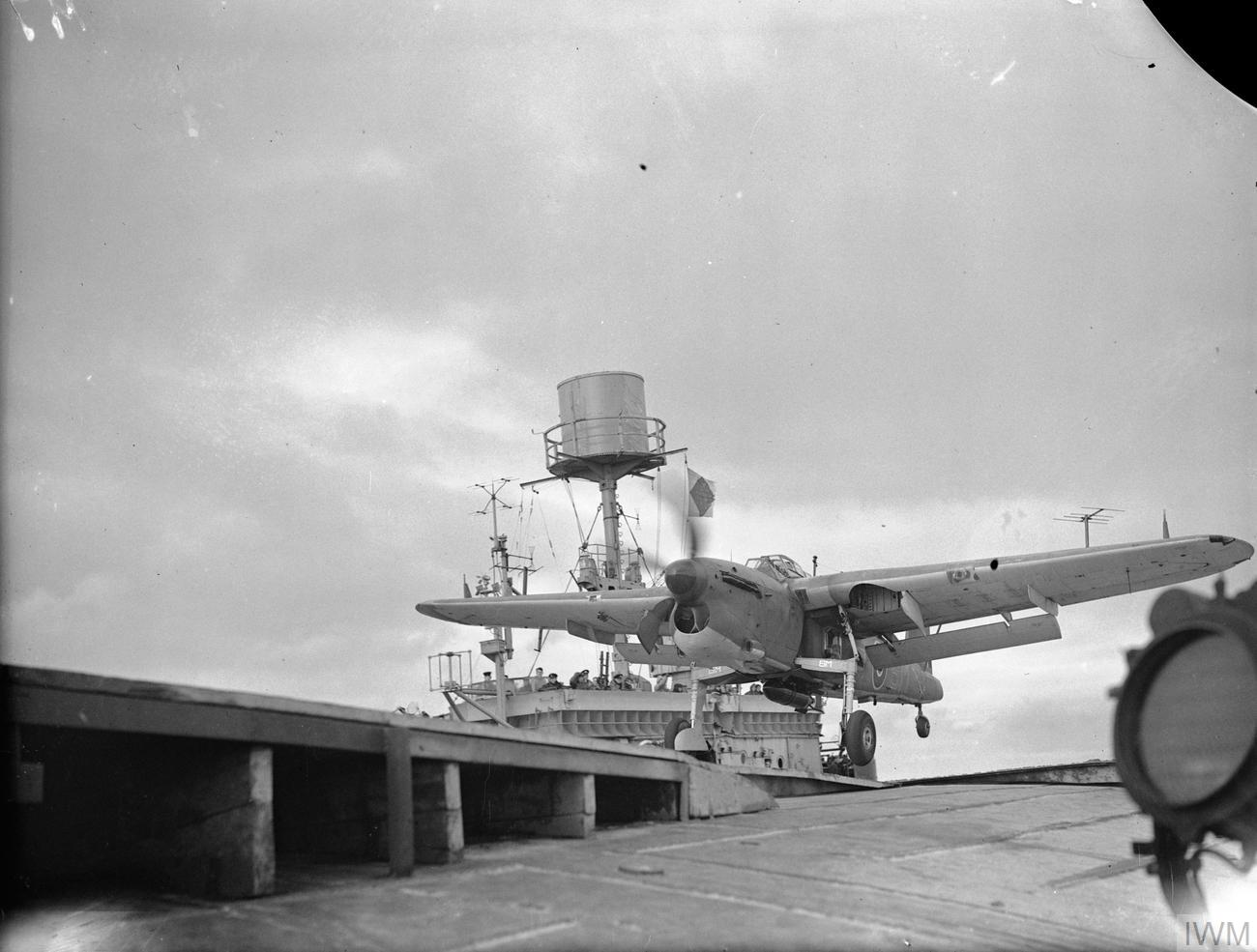
Fairey Barracuda злітає з авіаносця HMS «Фьюріос». Операція «Маскот». 17 липня 1944 року

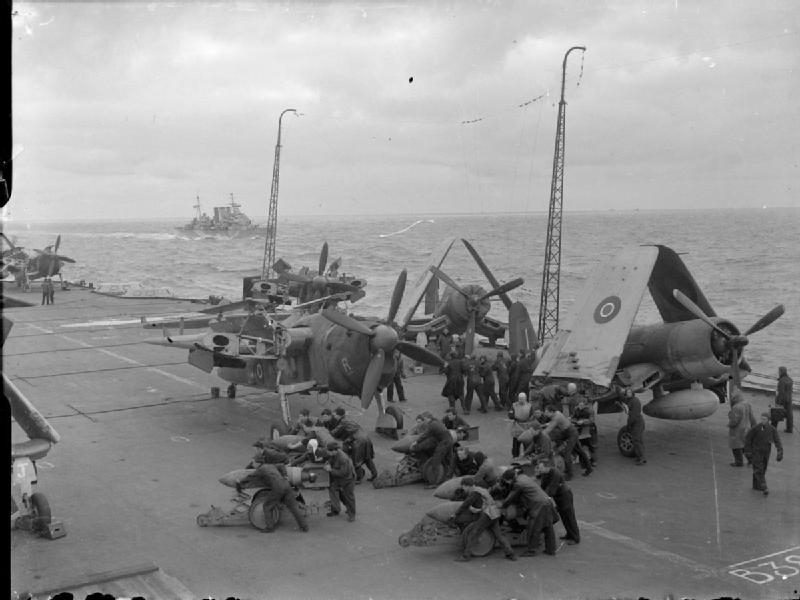
Торпедоносці Fairey Barracuda на палубі авіаносця HMS «Формідабл». На задньому плані — корабель ескорту важкий крейсер HMS «Бервік». Операція «Гудвуд». 22 серпня 1944 року

3 квітня 1944 року літаки з п'яти авіаносців завдали чергового удару по «Тірпіцу». Основний удар завдавали дві хвилі пікіруючих бомбардувальників Fairey Barracuda морської авіації флоту Великої Британії. Кожна хвиля складалася з 21 пікіруючого бомбардувальника і 40 винищувачів супроводу. Палубні винищувачі F4U Corsair з авіаносця HMS «Вікторіос» мали забезпечити захист від німецьких літаків, у той час як винищувачі-бомбардувальники F4F Wildcat і винищувачі F6F Hellcat з авіаносця HMS «Фьюріос» і ескортних авіаносців HMS «Емперор», HMS «Персьюер» та HMS «Серчер» повинні були придушити зенітні батареї на березі і на самому лінкорі. Британські льотчики зустріли серйозний опір німців. П'ятнадцять авіабомб вразили лінкор, кулеметний вогонь винищувачів завдав важких втрат гарматним розрахунками. Втрати британців склали чотири літаки, дев'ять льотчиків загинули.
Збиток, заподіяний «Тірпіцу», виявився недостатнім для того, щоб знищити корабель або надовго вивести його з ладу, проте 122 німецьких моряків було вбито, 316 — поранено. Німеччина вирішила відремонтувати корабель, роботи були завершені до середини липня. З квітня по серпень 1944 року Велика Британія провела кілька нових нальотів палубної авіації, з яких жоден не увінчався успіхом. У липні та серпні 1944 року британці провели ще дві масштабні операції, намагаючись знищити «Тірпіц», застосовуючи по 44 «Баракуди» кожного разу, але даремно, і тільки наприкінці 1944 року «Тірпіц» був потоплений важкими бомбардувальниками королівських Повітряних сил.

### Тихий океан
З квітня 1944 року «Барракуди» 827-ї ескадрильї авіаносця HMS «Іластріас» діяли проти японських військ у ході операції «Кокпіт» — рейдах бомбардувальників на Сабанг на Суматрі. У ході боїв виявився значний недолік цих літаків — двигуни не були спроможні за умови великої вологості та температур працювати належним чином. Бойовий радіус польоту торпедоносців знизився на 30 %, тому Британський тихоокеанський флот врешті-решт був змушений замінити «Барракуди» на «Евенджери». Але останньою операцією «Барракуд» став наліт на японські кораблі поблизу Гонконга 1 вересня 1945 року.
Після завершення війни, «Барракуди» нетривалий час продовжували службу в морській авіації Великої Британії, втім незабаром їх усіх змінили американські «Евенджери». Окрім Британії, «Барракуди» стояли на озброєнні в ВПС Нідерландів (860-та ескадрилья), Канади (825-та) і Франції.

## Тактико-технічні характеристики

Схематичне зображення торпедоносця Fairey Barracuda

### Технічні характеристики
|                         | Mk.I                                                          | Mk.II                                                         | Mk.III                | TR Mk.V                               |
| ----------------------- | ------------------------------------------------------------- | ------------------------------------------------------------- | --------------------- | ------------------------------------- |
| Довжина                 | 12,13 м                                                       | 12,13 м                                                       | 12,13 м               | 12,52 м                               |
| Висота                  | 3,73 м                                                        | 3,73 м                                                        | 3,73 м                | 4,13 м                                |
| Розмах крил             | 14,99 м                                                       | 14,99 м                                                       | 14,99 м               | 15,98 м                               |
| Площа крил              | 38,46 м²                                                      | 38,46 м²                                                      | 38,46 м²              | 44,59 м²                              |
| Маса порожнього         | 4535 кг                                                       | 4900 кг                                                       | 5034 кг               | 5490 кг                               |
| Маса спорядженого       | 5465 кг                                                       | 5707 кг                                                       | 5841 кг               | 6553 кг                               |
| Максимальна злітна маса | 5969 кг                                                       | 6392 кг                                                       | 6234 кг               | 7202 кг                               |
| Двигун                  | Rolls-Royce Merlin 30                                         | Rolls-Royce Merlin 32                                         | Rolls-Royce Merlin 32 | Rolls-Royce Griffon 37                |
| Потужність              | 1260 к. с.                                                    | 1640 к.с.                                                     | 1640 к.с.             | 2020 к.с.                             |
| Максимальна швидкість   | 402 км/г                                                      | 386 км/г                                                      | 384 км/г              | 434 км/г                              |
| Операційна дальність    | без бомб — 483 км з торпедою — 434 км з 908 кг бомб — 332 кг. | без бомб — 467 км з торпедою — 370 км з 908 кг бомб — 306 кг. | без бомб — 338 км     | без бомб — 410 км з торпедою — 338 км |
| Максимальна дальність   | 1700 км                                                       | 1650 км                                                       | 1660 км               | 1660 км                               |
| Практична стеля         | 6490 м                                                        | 5545 м                                                        | 8230 м                | -                                     |
| Час підйому на 1500 м   | 5 хв. 2 с.                                                    | 4 хв. 12 с.                                                   | 4 хв. 30 с.           | 4 хв. 42 с.                           |

### Озброєння
- Стрілецьке:
  - Mk.I, II, II: 2 × 7,7-мм кулемети Vickers K в кабіні стрільця
  - Mk.V: 12,7-мм кулемет Browning в кабіні стрільця
- Бомбове:
  - 908 кг бомб
  - 1 × авіаційна торпеда